# The Best of Both Worlds (Hannah Montana)
The Best of Both Worlds è un singolo di Miley Cyrus, pubblicato nel 2006.
La canzone, co-scritta dalla stessa Cyrus con Matthew Gerard e Robbie Nevil, ha preso il nome dal concerto Best of Both Worlds Tour, ed è successivamente diventata una delle canzoni principali della cantante ed attrice statunitense.

## Descrizione
La canzone, sigla iniziale della serie Hannah Montana, descrive il tema della doppia vita rappresentato da Miley Stewart/Hannah Montana nella serie: enuncia infatti dapprima tutti i vantaggi della vita da popstar, successivamente spiega anche come gli svantaggi rappresentati dalla deprivatizzazione della sua vita privata vengano evitati dalla duplice identità. L'unico lato che considera negativo di tale vita è la fatica che è costretta a sopportare per il mantenimento del suo segreto e del suo status ("Livin' two lives is a little weird").
Il brano compare più volte nella serie, oltre che nella sigla. Nel film Hannah Montana: The Movie è la canzone d'apertura.

## Formazione
- Miley Cyrus - voce
- Matthew Gerrard – produzione